# طعام جديد

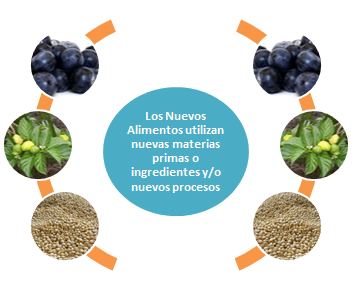

يعرف الطعام الجديد بأنه نوع من الأطعمة ليس له تاريخ من الاستهلاك أو يُصنع بطريقة غير مستخدمة سابقًا في الطعام.

## الطعام المصمم
يعتبر الطعام المصمم نوع من الطعام الجديد الذي لم يتواجد إقليميا أو عالميا في أي سوق من قبل. بدلا من ذلك تم «تصميمه» عن طريق استخدام التكنولوجيا الحيوية/ الهندسة الحيوية (مثل الأطعمة المُعدلة وراثيًا) أو «المُحسنة» عن طريق استخدام إضافات هندسية. وهناك أمثلة تم ذكرها مثل: البيض، الحليب المُصمم، الحبوب المُصممة، والبروبيوتيك، والتخصيب بالأغذية الدقيقة والكبرى، والبروتينات المُصممة.
تُسمى عملية التحسين إغناء الطعام أو التغذية.
يأتي الطعام الجديد غالبا مع ادعاءات صحية-غير مثبتة أحيانا-«سوبر فود».
يجب التفرقة بين العام المُصمم والتمييز الغذائي، والترتيب الغذائي لأغراض التسويق.